# Шипін
23°42′56″ пн. ш. 102°29′08″ сх. д. / 23.71565° пн. ш. 102.48556° сх. д.
Шипін (кит. 石屏县, пін. Shípíng Xiàn) — один із повітів КНР у складі Хунхе-Хані-Їської автономної префектури, провінція Юньнань. Адміністративний центр — містечко Їлун.

## Географія
Шипін лежить на висоті близько 1420 метрів над рівнем моря на півдні Юньнань-Гуйчжоуського плато, на півдні виходить до річки Хонгха.

### Клімат
Повіт знаходиться у зоні, котра характеризується вологим субтропічним кліматом. Найтепліший місяць — червень із середньою температурою 22,7 °C. Найхолодніший місяць — грудень, із середньою температурою 11,7 °С.
| Клімат повіту Шипін     | Клімат повіту Шипін | Клімат повіту Шипін | Клімат повіту Шипін | Клімат повіту Шипін | Клімат повіту Шипін | Клімат повіту Шипін | Клімат повіту Шипін | Клімат повіту Шипін | Клімат повіту Шипін | Клімат повіту Шипін | Клімат повіту Шипін | Клімат повіту Шипін | Клімат повіту Шипін |
| Показник                | Січ.                | Лют.                | Бер.                | Квіт.               | Трав.               | Черв.               | Лип.                | Серп.               | Вер.                | Жовт.               | Лист.               | Груд.               | Рік                 |
| Середній максимум, °C   | 18,7                | 21,1                | 24,4                | 26,8                | 27,1                | 27,3                | 26,9                | 27,1                | 25,9                | 23,7                | 20,8                | 18,2                | 24                  |
| Середня температура, °C | 11,8                | 13,9                | 17,2                | 20,1                | 21,7                | 22,7                | 22,4                | 22,1                | 20,8                | 18,5                | 14,7                | 11,7                | 18,1                |
| Середній мінімум, °C    | 6,7                 | 8,1                 | 11,1                | 14,3                | 17,3                | 19,3                | 19,3                | 18,8                | 17,5                | 15,1                | 10,7                | 7,2                 | 13,8                |
| Норма опадів, мм        | 16.5                | 24.1                | 25.9                | 56.9                | 97.4                | 126                 | 180.1               | 161.3               | 101.5               | 68.4                | 48.4                | 16.9                | 923.4               |
| Вологість повітря, %    | 73                  | 66                  | 61                  | 63                  | 70                  | 78                  | 82                  | 82                  | 80                  | 80                  | 79                  | 78                  | 74.3                |
| ----------------------- | ------------------- | ------------------- | ------------------- | ------------------- | ------------------- | ------------------- | ------------------- | ------------------- | ------------------- | ------------------- | ------------------- | ------------------- | ------------------- |
| Джерело: data.cma.cn    |                     |                     |                     |                     |                     |                     |                     |                     |                     |                     |                     |                     |                     |